# Zentrum für Wissenschaftsmanagement
Das Zentrum für Wissenschaftsmanagement e.V., kurz ZWM, ist eine gemeinnützige Selbsthilfeorganisation der Wissenschaftsinstitutionen und hat sich als mitgliedergetragener, gemeinnütziger Verein organisiert. Die Geschäftsstelle des Vereins hat ihren Sitz in Speyer.

## Überblick
Das Zentrum für Wissenschaftsmanagement bietet Weiterbildung für Wissenschaftsmanager und Wissenschaftler, berät wissenschaftliche Einrichtungen in Organisationsentwicklungs-, Strategie- oder Evaluationsprozessen und betreibt das Wissens- und Netzwerkportal »wissenschaftsmanagement-online«. Dem 2002 gegründeten Verein gehören 2016 etwa 80 institutionelle Mitglieder an, insbesondere Hochschulen,
Forschungseinrichtungen, Förderorganisationen und Unternehmen. Zu den Gründungsmitgliedern gehören unter anderem die Deutsche Forschungsgemeinschaft, der Deutsche Akademische Austauschdienst, das Deutsche Krebsforschungszentrum, die Hochschulrektorenkonferenz, die Hermann von Helmholtz-Gemeinschaft deutscher Forschungszentren, das Max-Delbrück-Centrum für molekulare Medizin und das Deutsche Zentrum für Luft- und Raumfahrt.

## Geschichte
Im Jahr 2000 entwickelten die deutschen Universitätskanzler, die Leitungen der außeruniversitären Forschungseinrichtungen und das Forschungsinstitut für öffentliche Verwaltung gemeinsam mit der Helmholtz-Gemeinschaft und der jetzigen Deutschen Universität für Verwaltungswissenschaften Speyer die Idee eines Zentrums für Wissenschaftsmanagement und erarbeiteten ein Grundkonzept, das im April 2002 in die Gründung des ZWM einfloss.

## Ziele und Tätigkeitsfelder
Das ZWM agiert bundesweit und kooperiert projektabhängig mit verschiedenen Stiftungen und Forschungsförderorganisationen. Als Plattform und Netzwerk fördert das ZWM den Austausch über die »Säulen« des deutschen Wissenschaftssystems hinweg und mit Partnern aus der Wirtschaft. Sein Ziel ist es Impulse, Herausforderungen und Bedürfnisse aus dem Wissenschaftssystem aufzunehmen, zu bündeln und sie in Weiterbildungsangebote, Beratungsleistungen und Förderung des Netzwerks der Wissenschaftsmanagerinnen und -manager umzusetzen. Am Wissenschaftscampus Speyer arbeitet das ZWM eng mit der Deutschen Universität für Verwaltungswissenschaften Speyer und dem Deutschen Forschungsinstitut für öffentliche Verwaltung (FÖV) zusammen. So haben die Deutsche Universität für Verwaltungswissenschaften und das ZWM gemeinsam den viersemestrigen berufsbegleitenden Masterstudiengang Wissenschaftsmanagement konzipiert, der seit dem Jahr 2012 in der jetzigen Form besteht. Anwendungsbezogene Forschung ist eine weitere Aufgabe des ZWM. So wurde in enger Zusammenarbeit mit dem FÖV ein interdisziplinäres Forschernetzwerk aufgebaut, das empirische Untersuchungen der institutionellen Rahmenbedingungen innovativer Forschung durchführte und von Dorothea Jansen geleitet wurde (DFG geförderte Forschergruppe: »Governance der Forschung«). Daneben setzt sich eine Reihe von steuerungstheoretisch und reformpolitisch ausgerichteten Untersuchungen mit den Transformationspfaden und der Leistungsfähigkeit des deutschen Systems der außeruniversitären Forschung auseinander.